# 9893 Sagano
9893 Sagano eller 1996 AA1 är en asteroid i huvudbältet som upptäcktes den 12 januari 1996 av den japanska astronomen Takao Kobayashi vid Ōizumi-observatoriet. Den är uppkallad efter Sagano i Kyoto.
Asteroiden har en diameter på ungefär 3 kilometer.